# Jinchang Jinchuan Airport
Jinchang Jinchuan Airport (kinesiska: 金昌金川机场) är en flygplats i Kina. Den ligger i prefekturen Jinchang Shi och provinsen Gansu, i den nordvästra delen av landet, omkring 310 kilometer nordväst om provinshuvudstaden Lanzhou.
Runt Jinchang Jinchuan Airport är det ganska glesbefolkat, med 39 invånare per kvadratkilometer. Närmaste större samhälle är Jinchang, 14,1 km väster om Jinchang Jinchuan Airport. Trakten runt Jinchang Jinchuan Airport är ofruktbar med lite eller ingen växtlighet.
Genomsnittlig årsnederbörd är 275 millimeter. Den regnigaste månaden är juli, med i genomsnitt 70 mm nederbörd, och den torraste är januari, med 2 mm nederbörd.